# Даниленко Костянтин Іванович
Даниленко Костянтин Іванович (нар. 24 жовтня (6 листопада) 1910, Харків, Російська імперія— 24 червня 1957, Харків, Українська РСР, СРСР) — український радянський залізничник, Герой Соціалістичної Праці (1943).

## Біографія
Народився 24 жовтня (6 листопада) 1910 року в Харкові в родині українських залізничників. 
Після закінчення 7 класів залізничної школи № 1 розпочав трудову діяльність учнем слюсаря на Харківському паровозоремонтному заводі. По закінченні у 1927 році школи ФЗУ при заводі працював слюсарем у паровозному депо «Жовтень» станції Харків-Пасажирський Південної залізниці. 
Після закінчення Залізничний технікум (Кременчук)  з 1928 року працював помічником машиніста, з 1930 року — машиністом.
У 1932 році призваний до лав РСЧА. 
До 1934 року був курсантом Об'єднаної військової школи ВЦВК у Москві. У зв'язку з рішенням Радянського уряду про посилення кадрів на залізничному транспорті, у 1935 році був відрахований зі складу РСЧА. Повернувся до Харкова, де працював машиністом паровозу Су-210-02 у депо «Жовтень». Одним із перших на Південній залізниці підтримав новаторський почин машиніста Петра Кривоноса. 
У 1936 році на своєму паровозі зробив 30 000 кілометрів міжпромивочного пробігу. За перевиконання плану перевезень, у тому ж році був нагороджений орденом «Знак Пошани» і знаком «Почесний залізничник».
У серпні 1937 року призначений начальником депо «Жовтень». За нетривалий час він зробив своє депо одним з найкращих на залізниці.
У січні 1939 року призначений заступником начальника Південної залізниці. З початком німецько-радянської війни впритул займався збільшенням міжремонтних термінів роботи і скороченням термінів ремонту у депо. У жовтні 1941 року, з наближенням німецьких військ до Харкова, керував евакуацією найцінніших паровозів з Південної залізниці в тилові райони СРСР.
Навесні 1942 року очолив сформовану в місті Кашира Московської області з паровозів Південної залізниці колону особливого резерву паровозів № 10 (ОКРП-10) НКШС СРСР. Колона працювала на Південно-Західному, потім — на Сталінградському фронті. На початку червня 1942 року паровози колони під нищівними нальотами ворожої авіації здійснили масове перекидання радянських військ і боєприпасів до Сталінграда.
Протягом літа-осені 1942 року колона працювала на лініях Баскунчак — Ахтуба, підвозячи підкріплення й боєприпаси військам, що безпосередньо захищали Сталінград і Фролове-Гумрак, по якій йшли перевезення військ Донського фронту.
У грудні 1942 року відкликаний з фронту до Москви й призначений начальником новоствореного відділу паровозних колон особливого резерву Головного управління паровозного господарства Народного комісаріату шляхів сполучення СРСР.
4 березня 1943 року генерал-директор тяги 3-го рангу К. І. Даниленко звільнений з посади начальника відділу ОКРП у зв'язку з поверненням на попереднє місце роботи — заступником начальника Південної залізниці. Проте майже відразу був призначений начальником цієї ж залізниці. Посаду начальника Південної залізниці обіймав до 1945 року. У березні 1945 року, залишаючись начальником залізниці, був відряджений до Німеччини, де опікувався організацією залізничних перевезень фронтам на завершальному етапі війни. Під Бреслау був контужений, проте залишився в строю. День Перемоги зустрів у Берліні.
З листопада 1945 року обіймав посаду першого заступника начальника Донецького округу залізниць. У 1946 році призначений на посаду начальника Північно-Донецької залізниці (м. Артемівськ). У цьому ж році повернувся на посаду заступника начальника Донецького округу залізниць.
У 1950 році закінчив Всесоюзний заочний технікум залізничного транспорту в Москві.
У 1951 році, у зв'язку з ліквідацією округ залізниць, К. І. Даниленко був направлений на навчання до Харківського інституту інженерів залізничного транспорту, який закінчив у 1954 році.
У листопаді 1954 року призначений начальником Одесько-Кишинівської залізниці. У жовтні 1956 року переведений на посаду начальника Улянівського відділення Куйбишевської залізниці.
Помер 24 червня 1957 року. Похований на міському цвинтарі № 2 у Харкові.

## Нагороди і почесні звання
Указом Президії Верховної Ради СРСР від 5 листопада 1943 року за особливі заслуги у забезпеченні перевезень для фронту і народного господарства та видатні досягнення у відновленні залізничного господарства в важких умовах воєнного часу, Даниленку Костянтину Івановичу присвоєне звання Героя Соціалістичної Праці з врученням ордена Леніна і золотої медалі «Серп і Молот» (№ 200).
Нагороджений двома орденами Трудового Червоного Прапора, орденами Кутузова 2 ступеня, Вітчизняної війни 2 ступеня, «Знак Пошани» (1936) і медалями.
Також нагороджений трьома нагрудними знаками «Почесний залізничник».

## Вшанування пам'яті
- У 1989 р. на будівлі Залізничного технікуму (Кременчук) була розміщена чавунна меморіальна дошка, присвячена випускникам - Героям Соціалістичної Праці Даниленко Костянтин Іванович, Камірний Василь Гнатович, Кривоніс Петро Федорович, Примак Степан Максимович, Шаповал Надія Семенівна. У 2004 р. замінена меморіальною дошкою сіро-рожевого полірованою граніту. Справа вгорі зірка Героя, зліва внизу символ транспортників - колесо з крилами, з’єднані між собою жмутком колосків, перевитих стрічкою. Текст у 7 рядків: «Тут навчалися Герої Соціалістичної Праці Даниленко Костянтин Іванович, Камірний Василь Гнатович, Кривоніс Петро Федорович, Примак Степан Максимович, Шаповал Надія Семенівна».